# Bocca di Sorba
De Bocca di Sorba is een relatief hoge bergpas in het Renoso-massief op het Franse eiland Corsica. De pas verbindt Vivario in de vallei van de Vecchio met Ghisoni in de vallei van de Fium'Orbu. Vanuit Vivario is via de pas bij Venaco ook Corte te bereiken en vanuit Ghisoni vormt de Col de Verde de verbinding met de Alta Rocca.

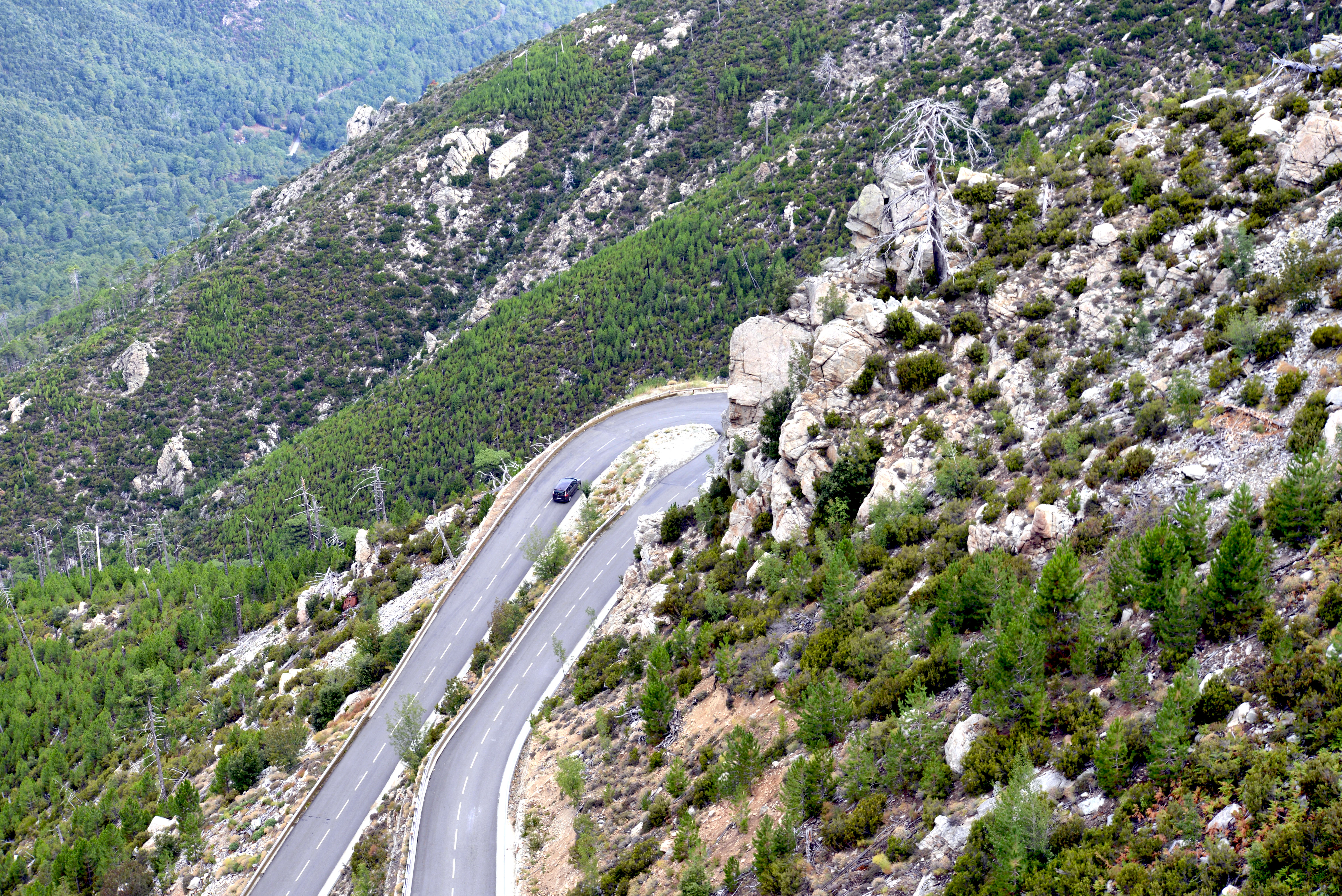
Haarspeldbocht aan de noordzijde van de pas

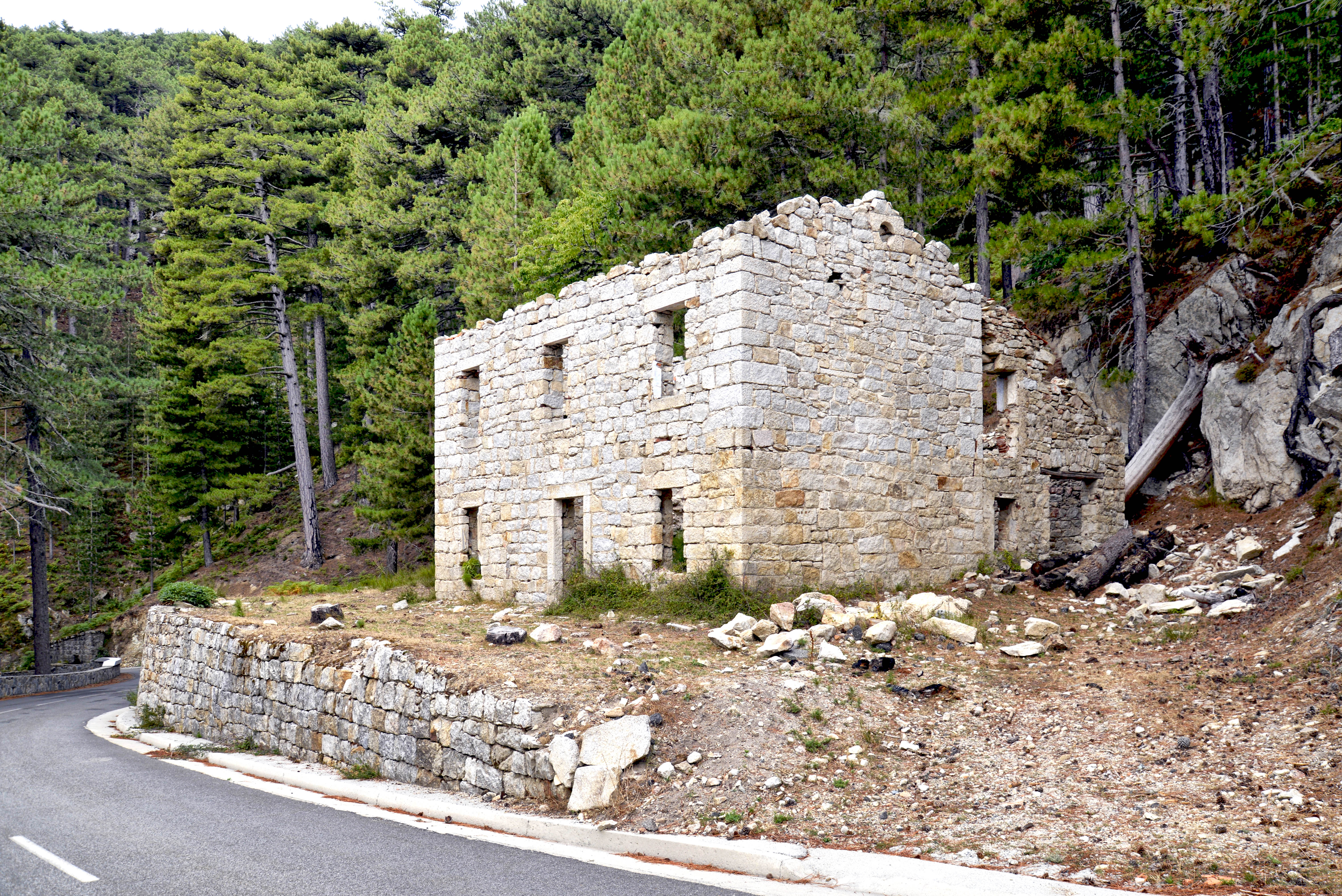
Ruïne van het kantonale huis 'Sorba', net ten zuidwesten van de pas